# Attadamun-moskee
De Attadamun-moskee, ook bekend als de Nationale Centrale Moskee van Bissau en de Grote Moskee van Bissau, is een moskee in Bissau, de hoofdstad van Guinee-Bissau. Het is de grootste moskee van het land, inclusief in de ruimte een madrasa gefinancierd door de moslimgemeenschap, het Attadamun School Complex.
De werkzaamheden begonnen op 15 november 1989 en werden na vele onderbrekingen in 2000 voltooid.